# شنا در مسابقات جهانی ورزش‌های آبی ۱۹۸۲
شنا یکی از رشته‌های ورزشی مسابقات جهانی ورزش‌های آبی ۱۹۸۲ بوده است.

## جدول مدال‌ها
| رتبه  | کشور                             | طلا | نقره | برنز | مجموع |
| ۱     | آلمان شرقی                       | ۱۲  | ۸    | ۵    | ۲۵    |
| ۲     | ایالات متحده آمریکا              | ۸   | ۸    | ۹    | ۲۵    |
| ۳     | اتحاد جماهیر شوروی               | ۴   | ۷    | ۳    | ۱۴    |
| ۴     | آلمان غربی                       | ۲   | ۱    | ۲    | ۵     |
| ۵     | کانادا                           | ۱   | ۲    | ۱    | ۴     |
| ۶     | هلند                             | ۱   | ۱    | ۲    | ۴     |
| ۷     | برزیل                            | ۱   | ۰    | ۰    | ۱     |
| ۸     | استرالیا                         | ۰   | ۱    | ۰    | ۱     |
| ۸     | بریتانیای کبیر                   | ۰   | ۱    | ۰    | ۱     |
| ۸     | مجارستان                         | ۰   | ۱    | ۰    | ۱     |
| ۱۱    | سوئد                             | ۰   | ۰    | ۳    | ۳     |
| ۱۲    | ایتالیا                          | ۰   | ۰    | ۱    | ۱     |
| ۱۲    | رومانی                           | ۰   | ۰    | ۱    | ۱     |
| ۱۲    | جمهوری فدرال سوسیالیستی یوگسلاوی | ۰   | ۰    | ۱    | ۱     |
| مجموع | مجموع                            | ۲۹  | ۳۰   | ۲۸   | ۸۷    |